# Breathe (canción de Taylor Swift)
«Breathe» es una canción country pop escrita e interpretada por las cantantes y compositoras Taylor Swift y Colbie Caillat. Producida por Nathan Chapman y Swift, es la séptima pista del segundo álbum de estudio de Swift titulado  Fearless (2008). La canción trata sobre el fin de una amistad. Musicalmente, es conducida por una guitarra acústica.
La canción recibió respuestas favorables de los críticos de música contemporánea. «Breathe» fue una de las dos canciones en las que colaboró Caillat que fue nominada para el premio Grammy por Mejor Colaboración Vocal Pop; la otra fue «Lucky», de Jason Mraz, que era la que ganó el premio. «Breathe» logró alcanzar el número 87 en el Billboard Hot 100. Su aparición ligó a Swift con Hannah Montana (Miley Cyrus) por tener dos grabaciones en  el Billboard Hot 100.

## Historia

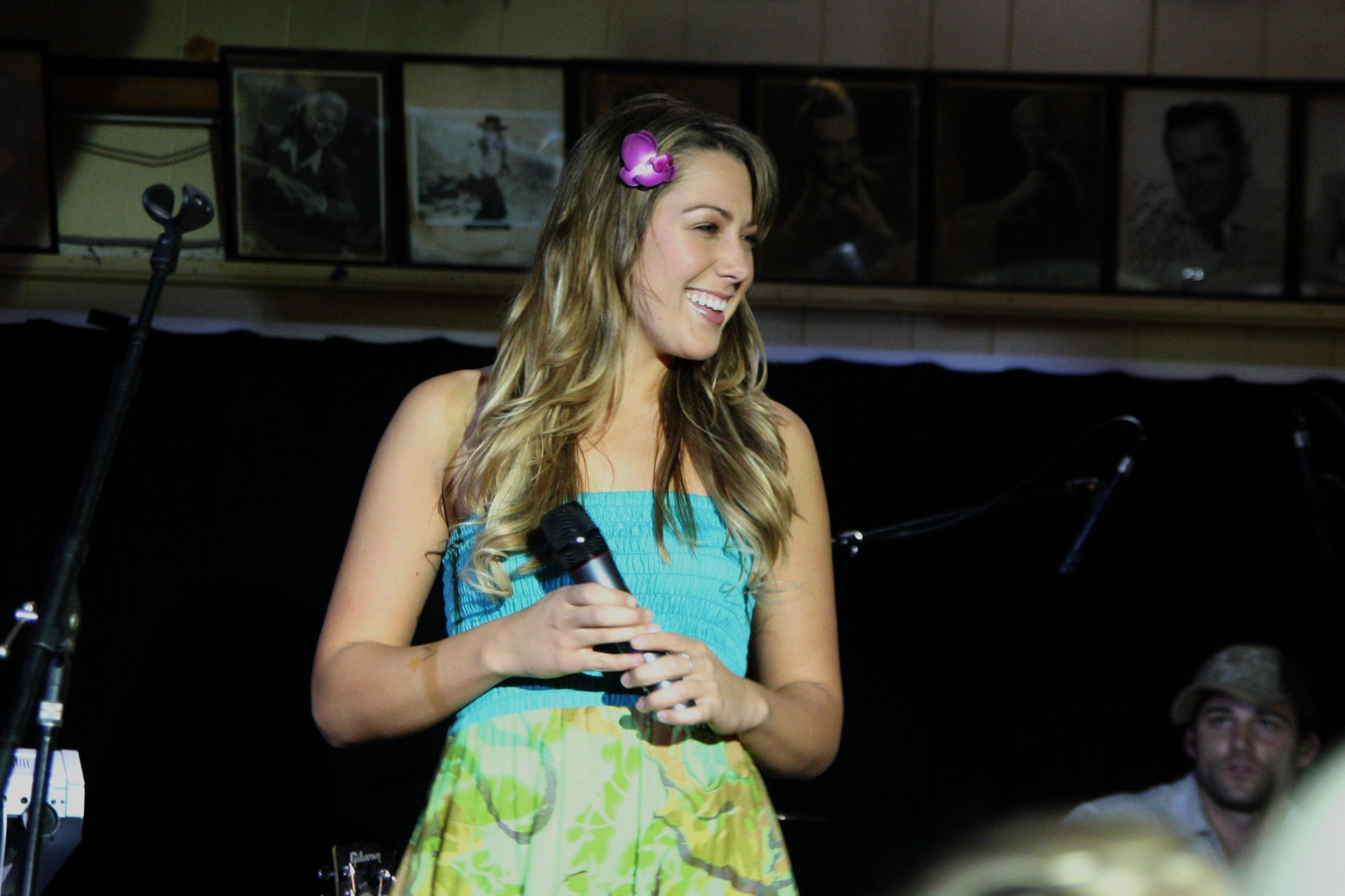
La cantante y compositora estadounidense Colbie Caillat coescribió y añadió su voz en «Breathe».

Swift le tenía cariño a Calliat por su álbum debut de 2007, Coco. Swift, explicó: "Cuando salió, me enamoré de la manera en que hace música". Más tarde, Swift habló con su equipo y preguntó si podía escribir una canción con ella. Confirmaron que Caillat estaría disponible debido a un concierto a continuación en Nashville, Tennessee y tenía un día libre donde se podía juntar con Swift. 
Según Swift, "Breathe "se trata de tener que alejarse de una persona, sin embargo, no culpar a nadie". Swift, explicó: «Fue una terapia total porque entré y dije mira: 'Uno de mis mejores amigos, voy a tener que dejar de verlo y no va a ser parte de lo que hago. Es la cosa más difícil de pasar.' Es loco escuchar la canción porque pensarías que es sobre una relación, pero es en realidad sobre perder a un amigo y distanciarse». Calliat y Swift dijeron que una de las bellezas de la canción es que mucha gente se podría identificar con ella porque no es especifica sobre la razón de la separación o sobre de quien es la culpa.